# Первокизлярское
Первокизлярское (Первокизлярский, Первый Кизлярский) — село в Кизлярском районе Дагестана. Входит в состав Косякинского сельсовета.

## Географическое положение
Населённый пункт расположен у канала Кизляр-Каспий, в 0,5 км к югу центра сельского поселения — Косякино и в 3 км к северо-западу от города Кизляр.

## Население
| 1926 | 1970 | 1989 | 2002 | 2010 | 2021 |
| ---- | ---- | ---- | ---- | ---- | ---- |
| 56   | ↗98  | ↗124 | ↗263 | ↗438 | ↗546 |

Национальный состав
По данным Всесоюзной переписи населения 1926 года:
| № | Национальность | Численность, чел. | Доля   |
| - | -------------- | ----------------- | ------ |
| 1 | русские        | 41                | 73,2 % |
| 2 | украинцы       | 15                | 22,8 % |

По данным Всероссийской переписи населения 2010 года:
| № | Национальность         | Численность, чел. | Доля   |
| - | ---------------------- | ----------------- | ------ |
| 1 | аварцы (вкл. дидойцев) | 322               | 73,5 % |
| 2 | лакцы                  | 99                | 22,6 % |
| 3 | другие                 | 17                | 3,9 %  |

По данным Всероссийской переписи населения 2010 года, в селе проживало 438 человек (221 мужчина и 217 женщин).